# David Jandl
David Jandl (Oberwart, 15 luglio 1984) è un ex cestista austriaco.

## Carriera
Nella Österreichische Basketball Bundesliga ha vestito le maglie di Macabido Oberwart Gunners e Panthers Fürstenfeld. Ha giocato anche nella Basketball-Bundesliga tedesca con i Gießen 46ers.
Ha fatto parte della nazionale austriaca, con cui ha disputato le qualificazioni per gli Europei del 2005 e del 2007.

## Palmarès
- Coppa d'Austria: 1

Oberwart Gunners: 2005